# 일산초등학교 (경기)
일산초등학교는 대한민국 경기도 고양시 일산서구 일산동에 있는 공립 초등학교이다.

## 학교 연혁
- 1924년 9월 16일 고양군 일산공립보통학교(4년제) 개교설립인가 4월 18일
- 1935년 6월 7일 6년제 인가
- 1938년 4월 1일 중산공립심상소학교로 개칭
- 1941년 4월 1일 중산공립국민학교로 개칭
- 1946년 3월 30일 일산공립국민학교로 교명 변경
- 1949년 12월 31일 일산국민학교로 교명 변경
- 1989년 12월 31일 체육관(1,074m2) 준공
- 1998년 5월 4일 급식소 준공
- 1999년 3월 1일 일산초등학교로 교명 변경
- 2008년 12월 10일 체조전용관 개관
- 2010년 7월 7일 그린스쿨 준공
- 2012년 12월 20일 Wee클래스 개설(상담실)
- 2013년 1월 18일 교실 바당 리모델링
- 2013년 6월 25일 빛소리 리코더부 창단
- 2013년 7월 1일 초등오후돌봄교실 2반 개관
- 2013년 12월 4일 글마중터(도서관) 개관식
- 2015년 3월 1일 제25대 박창식 교장 취임
- 2020년 3월 1일 18학급 편성 (15학급, 특수학급 3학급)
- 2024년 3월 1일 19학급 편성 (16학급, 특수학급 3학급)

## 참고 자료
- 일산초등학교 - 한국교육학술정보원 학교알리미